# Xanthogramma laetum
Xanthogramma laetum är en tvåvingeart som först beskrevs av Fabricius 1794.  Xanthogramma laetum ingår i släktet kilblomflugor, och familjen blomflugor. Inga underarter finns listade i Catalogue of Life.